# 境川浪右衛門

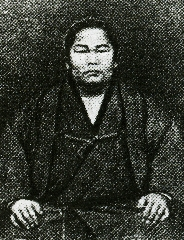

境川浪右衛門（日语：／ Sakaigawa Namiemon，1841年5月28日—1887年9月16日），本名宇田川政吉，日本千葉縣市川市出身的相撲力士，第14代橫綱。他身高1.68米，重120公斤。

## 來歷
境川浪右衛門於1841年生於下總国葛飾郡（現千葉縣市川市）一個製鹽者家庭，是家中三子。13歲到江戸新川的酒屋當學徒，後入門境川部屋當相撲力士。
1857年11月初次比賽，於1867年4月到達幕內最高級別，他在1868年6月贏得了總冠軍成為前頭得到八次勝利。在1870年4月成關脇後再晉級為大關。
在1876年2月，他得到大阪吉田司家頒授的橫綱認定證書，在1877年2月正式被認定為橫綱。
他在1881年1月退休，他贏了118次輸了23次，獲勝率83.7%。因為他經常讓對手先攻擊。他被稱為明治時代的谷風梶之助。
晚年因公私問題頻頻發生而酗酒導致體質變差，1887年9月16日死去，享年46歲。